# Szabó Magda Magyar–Angol Kéttannyelvű Általános Iskola
A Szabó Magda Magyar–Angol Kéttannyelvű Általános Iskola 2006 óta működik Budapest második kerületében. 2009-ben vette fel Szabó Magda magyar írónő nevét.

## Története
Az iskola 2001-ben alakult, az épületben korábban óvoda működött. Először a Pasaréti Gimnázium része volt, 2006. szeptember 1-től lett önálló: Rózsabimbó Tehetséggondozónak nevezték, 2009-ben változtatták meg a nevét Szabó Magda Magyar–Angol Kéttannyelvű Általános Iskolára. Kezdetben 6 diák járt egy osztályba és két tanár tanított itt.
Ez az ország első Szabó Magdáról elnevezett iskolája. Szabó Magda halálának évfordulója előtt egy nappal, november 18-án teljesedett be a Bimbó úti Tehetséggondozó Általános Iskola régóta dédelgetett terve, hogy az országban elsőként az ő iskolájukat nevezhessék el az írónőről. Az épület egyébként csupán néhány száz méterre van Szabó Magda egykori, Júlia utca 3. szám alatti lakásától, ahol többek között az Abigél, az Ókút, A szemlélők, a Régimódi történet és a Für Elise született.
Az iskola 2019-ben a Legjobb Általános Iskolák összeállításban 2. helyezést, 2020-ban 1. helyezést ért el.

## Az oktatás jellege
A Szabó Magda Magyar–Angol Kéttannyelvű Általános Iskola oktatásában fontos szerepe van a CLIL, vagyis Content and Language Integrated Learning nevű finn eredetű, Magyarországon a 80-as évek végén megjelenő újszerű nyelvtanítási módszernek. A diákok órainak jelentős része angol nyelvű. Az alapból magas óraszámú angol mellett legalább 3 tantárgyat is angol nyelven tanítanak, ez a biológia (Biology), a földrajz (Geography), a kultúra és civilizáció (Culture) és a testnevelés (Physical Education). E mellett a történelem tantárgy oktatásában is heti egy óra keretében megjelenik az angol nyelvűség. Az angol anyanyelvi országokban tanárnak tanuló, az ELTE cserediákprogramján részt vevő tanárjelöltek órákat adnak és hallgatnak az iskolában.
Az országban különlegesnek számít továbbá, hogy az iskolában különböző elektronikus eszközök segítségével is tanulnak a diákok: az okos telefonok mellett tabletek és laptopok segítségével. A diákok internetes kereséssel válaszolnak kérdésekre vagy a tanár által az interneten összeállított kvízeket töltenek ki. 
Az iskolának fontos jellemzője az osztályok kis létszáma, ami lehetővé teszi, hogy az egyes gyerekek nagyobb figyelmet kapjanak. A elmaradottakat reggelente korrepetálják és a tehetségeseknek tehetséggondozó szakköröket tartanak.

## Ünnepségek, események, programok
Apák napja: Egy amerikai eredetű ünnep, amikor az iskola vicces és érdekes sportvetélkedőket tart, ami alatt gyerekek és apukáik együtt játszanak.
Gála: Az iskola minden év végén megtartja a június közepén lévő előadást, ahol minden osztály az évi gála fő témájából tart egy rövid színjátékot vagy táncot, esetleg énekes produkciót.
Piknik nap: Június elején az egész iskola ellátogat a Margit szigetre, ahol a diákok és tanárok közösen piknikeznek és sportversenyeken vesznek részt.
Szabó Magda napok: Nagyszabású, többnapos programsorozat minden év októberében. Ilyenkor történik az elsősök és új diákok avatása és Szabó Magda sírjának meglátogatása a Farkasréti temetőben. 2013 óta az iskola néhány diákja irodalmi esten vesz részt a Marczibányi téri Művelődési Központban, az iskolában pedig beszélgetés folyik Szabó Magda egykori barátaival, ismerőseivel, s általában ilyenkor kerül megrendezésre a Szabó Magda emlékverseny is.
Farsang: Az alsósoknak jelmezes játékokat szerveznek, míg a felsősök bulit tartanak.
Halloween: Amerikai eredetű ünnep, amikor az alsósok félelmetes jelmezekbe öltöznek és játékokat játszanak, a felsősök jelmezes bulit szerveznek.
Csillagmese: Az iskola 2006 óta szervezi meg ezt a decemberi programját. Ezen a napon a diákok az iskolában alszanak, napközben pedig vicces, érdekes programokon vesznek részt (pl.: mozi, mézeskalácssütés).
Anyák napja: Ezen a napon az édesanyák bejönnek az iskolába és programokon vesznek részt.
Hírességek vendéglátása: Sok híresség járt már az iskolában (pl.: Pély Barna, Kovács Lázár, Esztergályos Cecília, Fodor Rajmund), velük a diákok beszélgetnek.
Gyereknap: Egy hétig tart, az osztályok izgalmas programokon vesznek részt.
Projekt hét: Központi projekthez hirdet meg minden tanár önálló feldolgozási módszert vagy témát. A diákok jelentkezhetnek egy-egy tanár csoportjaiba, akivel egy héten át dolgozzák fel az adott témát, és a végén bemutatják egymásnak eredményeiket.
Csodatükör meseíró verseny: A diákok megírják saját meséiket és ezt felolvassák egymás előtt. A legjobbak értékes díjakat kapnak.
Osztálykarácsonyok: Az osztálykarácsony a téli szünet előtti nap zajlik. Az osztálykarácsony előtt két héttel a diákok kihúzzák egyik osztálytársuk nevét és mindennap valami kicsi ajándékkal kedveskednek neki; ezt angyalkázásnak hívjuk. Az osztálykarácsonykor a diákok nagyobb ajándékokat adnak egymásnak.
Sütivásár: Egy olyan program, amin minden gyerek sütit süt és az iskolában mindenki kiállítja a portékáját. Egy híres zsűri tag is eljön a zsűrizésre (pl.: Kovács Lázár).
Bolhapiac: A bolhapiacon a diákok használt, ám jó állapotban lévő játékaikat, könyveiket adják el.
Sport: Az iskola már két füves pályával rendelkezik, és nagy hangsúlyt fektet a sportolásra. A foci a legnépszerűbb: többször rendeznek házi fociversenyeket, valamint kerületi mérkőzéseken is megmérettették magukat. Támogatják az egyéni sportolókat, diákjaik több országos és európai versenyen vettek részt és értek el kiemelkedő eredményeket.

## Tanulmányi versenyek
A tanulók sok tanulmányi területen próbálhatják ki magukat egyaránt iskolai, kerületi, vagy akár országos versenyeken is.
Történelemből 2011 óta minden évben megrendezésre kerül a Históriai Vetélkedések nevű iskolai csapatverseny. Matematikából az iskola jeles tanulói 2005 óta rendszeresen vesznek részt háziversenyeken, illetve a Zrínyi Ilona Matematikaversenyen, tavaly óta pedig a Bolyai Matematika Csapatversenyen is. Az irodalmat kedvelő diákok több különböző országos és nemzetközi meseíró versenyen szerepelhetnek, valamint a Kazinczy, illetve a Vers- és Prózamondó Versenyen is. A jó helyesírók, minden évben 2011 óta részt vesznek a Simonyi Zsigmond Helyesírási Versenyen.
Mivel az iskola kéttannyelvű, diákjai nagy sikereket érnek el angol nyelvű országos dráma rendezvényeken, angol szép kiejtési, illetve vers- és prózamondó versenyeken.